# Evelyn Regner
Evelyn Regner (Vienna, 24 gennaio 1966) è una politica austriaca.
Iscritta al Partito Socialdemocratico d'Austria, è europarlamentare dal 2009 nel gruppo dei Socialisti e dei Democratici; è stata presidente della Commissione per i diritti della donna e l'uguaglianza di genere del Parlamento europeo dal 2019 al 2022. Dal gennaio 2022 al luglio 2024 è stata Vicepresidente del Parlamento europeo.

## Carriera
Nata a Vienna nel 1966, è laureata in legge all'Università di Vienna.
Alle elezioni europee del 2009 è eletta al Parlamento europeo, entrando nella commissione giuridica di cui diviene vicepresidente. Rieletta nel 2014, nella VIII legislatura è capogruppo dei socialisti e democratici in commissione giuridica e dal 2019 per la IX legislatura è eletta presidente della Commissione per i diritti della donna e l'uguaglianza di genere del Parlamento europeo.